# Letheobia zenkeri
Letheobia zenkeri är en ormart som beskrevs av Sternfeld 1908. Letheobia zenkeri ingår i släktet Letheobia och familjen maskormar. Inga underarter finns listade i Catalogue of Life.
Artepitetet i det vetenskapliga namnet hedrar den tyska biologen Georg August Zenker.
Denna orm är endast känd från två områden i södra Kamerun. Exemplar hittades i kulliga områden upp till 620 meter över havet. Habitatet är inte dokumenterad.
Fram till 2019 var arten endast känd från två individer som hittade före 1920. IUCN listar arten med kunskapsbrist (DD).